# Lothar Nordheim
Lothar Wolfgang Nordheim (ur. 7 listopada 1899 w Monachium, zm. 5 października 1985 w La Jolli) – niemiecki fizyk teoretyczny od 1934 mieszkający i pracujący w Stanach Zjednoczonych. Najpierw na Purdue University, a od 1937 na Duke University. Od 1943 pracował przy Projekcie Manhattan.

## Życiorys

### Kariera naukowa
W 1923 uzyskał tytuł doktora fizyki Uniwersytetu w Getyndze. Otrzymał stypendium Fundacji Rockefellera, stypendium Lorentza (w Holandii), był też profesorem wizytującym na Uniwersytecie Moskiewskim. W 1934 roku, z uwagi na żydowskie pochodzenie, dzięki Emergency Committee for Displaced German Scholars, trafił na Uniwersytet Purdue jako profesor wizytujący.
Do jego największych osiągnięć należało podanie w 1928, wraz z Brytyjczykiem Ralphem Fowlerem, poprawnego opisu zjawiska emisji polowej (równania Fowlera-Nordheima), co było jednym z pierwszych udanych zastosowań, nowej wówczas, teorii kwantów. Polega ono na emisji elektronu poprzez tunelowanie kwantowo-mechaniczne, zwane tunelowaniem Fowlera-Nordheima. Miał też duży wkład w teorię rezonansowej absorpcji neutronów i w teoretyczne podstawy działania elektrowni jądrowych.
Między 1945 a 1947 był dyrektorem wydziału fizyki w Oak Ridge National Laboratory. Od 1947 wrócił na Duke University, ale był konsultantem w Oak Ridge i Los Alamos National Laboratory. W okresie powojennym jego najważniejsze badania dotyczyły spinów i momentów pędu w jądrach atomowych (liczba Nordheima i związane z nią reguły Nordheima).
Od 1956 pracował w General Atomic, gdzie był szefem departamentu fizyki teoretycznej. Na emeryturę przeszedł w 1968. Zmarł w St. Paul's Health Care Center w San Diego.

### Życie prywatne
Jego ojciec był lekarzem pediatrą. Rodzice rozwiedli się w 1920.
W 1935 poślubił Gertrudę Pöschl, fizyczkę, z którą pracował na Duke University. W 1949, w trakcie wizyty w Niemczech z synem Rickiem, jego żona została śmiertelnie potrącona przez ciężarówkę w trakcie jazdy na rowerze.

## Wyróżnienia
- doctor honoris causa Uniwersytetu w Karlsruhe, 1951
- doctor honoris causa Purdue University, 1963
- członek (fellow) American Physical Society